# Buxus cipolinica
Buxus cipolinica är en buxbomsväxtart som beskrevs av Porter Prescott Lowry och G.E.Schatz. Buxus cipolinica ingår i släktet buxbomar, och familjen buxbomsväxter. Inga underarter finns listade i Catalogue of Life.